# Charlottenburger Ziegenhof

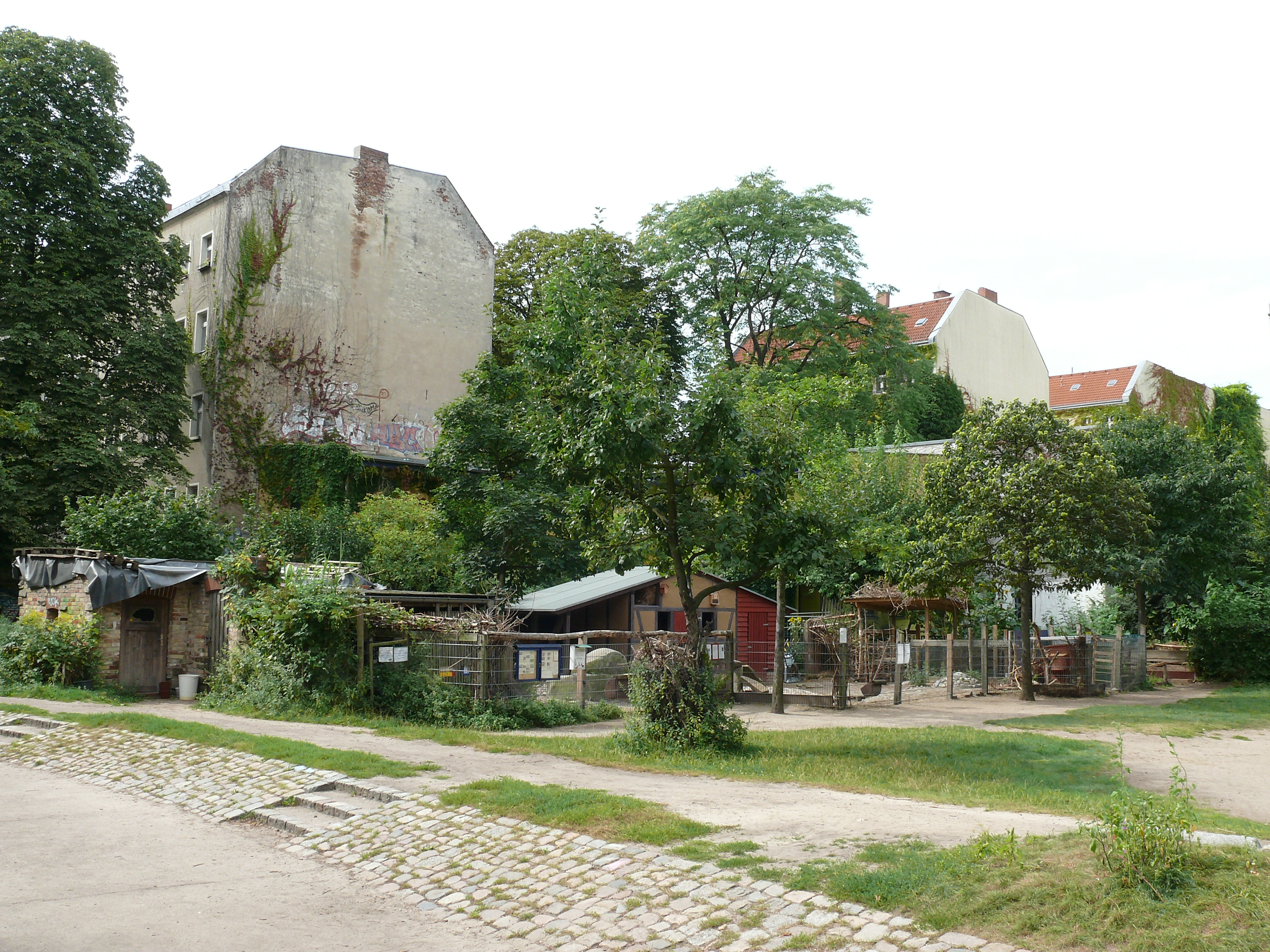
Ziegenhof

Der Charlottenburger Ziegenhof ist ein Kinderbauernhof im Berliner Ortsteil Berlin-Charlottenburg in der Danckelmannstraße.
Er befindet sich auf der Fläche des in den 1970er Jahren von Hardt-Waltherr Hämer im Rahmen der behutsamen Stadterneuerung entkernten Wohnblocks 128. Die Grünanlage des Bezirksamts wird ehrenamtlich von der Blockinitiative 128 e.V. und den Anwohnern betrieben. Auf dem Hof befindet sich ein Ziegengehege, Hühner, eine Imkerei, Lerngärten sowie ein Kompostieranlage. Auf dem hinteren Teil des weitläufigen Geländes befinden sich Spielmöglichkeiten für Kinder. Das Projekt wird von Spenden der Besucher sowie durch den Bezirk unterstützt.